# منطقة كيمامان
منطقة كيمامان هي إحدى مناطق ولاية ترغكانو الماليزية وتقع في الجزء الجنوبي منها .
يحدها من الشرق بحر الصين الجنوبي و لديها ميناء كبير عليه وهو ميناء كيمامان .
منطقة دنغن تحد منطقة كيمامان من الشمال، ويحدها من الجنوب والغرب ولاية فهغ .
المركز الإداري والاقتصادي الرئيسي للمنطقة هو مدينة تشوكاي ، و من المدن المهمة الأخرى في هذه المنطقة كيجال وكيرتي وكيماسيك. 
تبلغ مساحة المنطقة الإجمالية حوالي 1000 ميل مربع، وهي ثالث أكبر منطقة في ولاية ترغكانو بعد منطقة هولو ترغكانو و منطقة دنغن .

## المناطق الإدارية

تنقسم منطقة كيمامان إلى 12 وحدة إدارية، ويطلق اسم مقيم (تقسيم إداري) على الوحدة الإدارية في ماليزيا .
وهذه الوحدات الإدارية هي :
- باندي .
- بانغول .
- بينجاي .
- العاصمة تشوكاي .
- هولو تشوكاي .
- هولو جابور .
- كيماسيك .
- كيرتيه .
- كيجال .
- بصير سيموت .
- Tebak
- تيلوك كالونغ

## السكان
تشكل عرقية الملايو أغلبية سكان منطقة كيمامان يليها ذوي الأصول الصينية ثم ذوي الأصول الهندية .
خلال الأربعينيات كانت هذه المنطقة هي ثالث أكبر مناطق ولاية ترغكانو من حيث الكثافة السكانية بعد منطقتي كوالا ترغكانو وبيسوت .
و منذ السبعينات وبعد اكتشاف النفط والغاز في المنطقة وبسبب الهجرة إليها أصبحت هذه المنطقة في المرتبة الثانية بعد منطقة كوالا ترغكانو .

## الجغرافيا
يمكن تقسيم المعالم الجغرافية لهذه المنطقة إلى ثلاث مناطق رئيسية تشمل المنطقة الساحلية ومنطقة التلال والتي تبعد بضعة كيلومترات فقط من الشاطئ بالإضافة إلى المنطقة الداخلية .
المنطقة الساحلية عبارة عن أرض منخفضة مسطحة حيث يعتبر الصيد أحد أنشطة الناس الرئيسية .
تمتد هذه المنطقة حوالي 38 كيلومترًا من كوالا كيمامان إلى كيرتيه، ويقع في هذه المنطقة أحد أهم الموانئ الماليزية وهو ميناء كيمامان .
يتركز أكثر من نصف سكان منطقة كيمامان في هذه المنطقة.
المنطقة الداخلية عبارة عن منطقة من المرتفعات الجبلية وهذه المنطقة غنية بخام القصدير ومزارع النخيل المنتج لزيت النخيل و غابات الأخشاب ، و ترتبط كثافة السكان فيها بالأنشطة الاقتصادية المحلية.
منطقة التلال والتي تقع بين الساحل والمنطقة الداخلية هي ثاني أكثر منطقة مأهولة بالسكان بعد المنطقة الساحلية والمهنة الأساسية لسكان هذه المنطقة هي الزراعة .

## تاريخ المنطقة
وفقًا للتاريخ المبكر، بدأت الدلائل على استيطان منطقة كيمامان منذ القرن الثاني قبل الميلاد و كانت تسمى  كوله (Kole) ، و ذلك بالاستناد إلى خريطة شبه جزيرة الملايو التي رسمها بطليموس و قد أشار فيها إلى وجود ميناءين في الساحل الشرقي للمنطقة، بريمولا وكول.
اتفق المؤرخون على أن ميناء بريمولا كان عند مصب نهر ترغكانو، عند مدينة كوالا ترغكانو الحالية وأن ميناء كول كان في موقع ميناء كيمامان الحالي .

## الاقتصاد
يعتمد اقتصاد منطقة كيمامان بشكل أساسي على صناعات النفط والغاز والصلب، ووجود هذه الصناعات تسبب في تطور جذري في هذه المنطقة .
كان اكتشاف شركة النفط الوطنية بتروناس للنفط والغاز في الثمانينيات عاملاً مشجعاً على الهجرة من المناطق الريفية وكذلك من أجزاء أخرى من البلاد.
كانت مصافي ترغكانو للنفط في كيجال هي المصافي الأولى التي تملكها شركة بتروناس.
يحتوي ميناء كيمامان على محطة تصدير غاز البترول المسال (LPG) التي تديرها بتروناس .
أهم الصناعات التقليدية هي الصيد والصناعات المرتبطة به من تصنيع وتجهيز المأكولات البحرية والأسماك المملحة والتي يتم تصديرها إلى جميع أنحاء ماليزيا وسنغافورة.
كان وجود الغاز الطبيعي أيضًا حافزًا لتطوير صناعة الحديد والصلب في كيمامان، ويعتبر ميناء كيمامان أهم ميناء في ماليزيا للأعمال المرتبطة بصناعة الحديد والصلب .

## السياحة
تتمتع منطقة كيمامان بالعديد من الشواطئ الجميلة ويوجد في شاطئ مادايرا (Ma'Daerah) محمية مميزة للسلاحف الخضراء المهددة بالإنقراض .
تم افتتاح حديقة بوكيت تاكال الترفيهية في 11 أبريل 2009 و هي أول حديقة للحيوانات في منطقة الساحل الشرقي لشبه جزيرة ملايو . 
أنشئت الحديقة على مساحة 54 هكتارًا في بلدة كامبونغ إيبوك (Kampung Ibok) على بعد حوالي 14 كم من تشوكاي ، و الحديقة عبارة عن مزيج من بساتين الفاكهة بالإضافة إلى منتزه مائي وحديقة أعشاب وحديقة حيوان.
من بين عوامل الجذب الرئيسية في حديقة الحيوانات هذه، ركوب القطار حول حديقة الحيوان، والمشي على الجسر المعلق، وركوب الأفيال، ومشاهدة أنواع الطيور المختلفة .